# Tolemaide

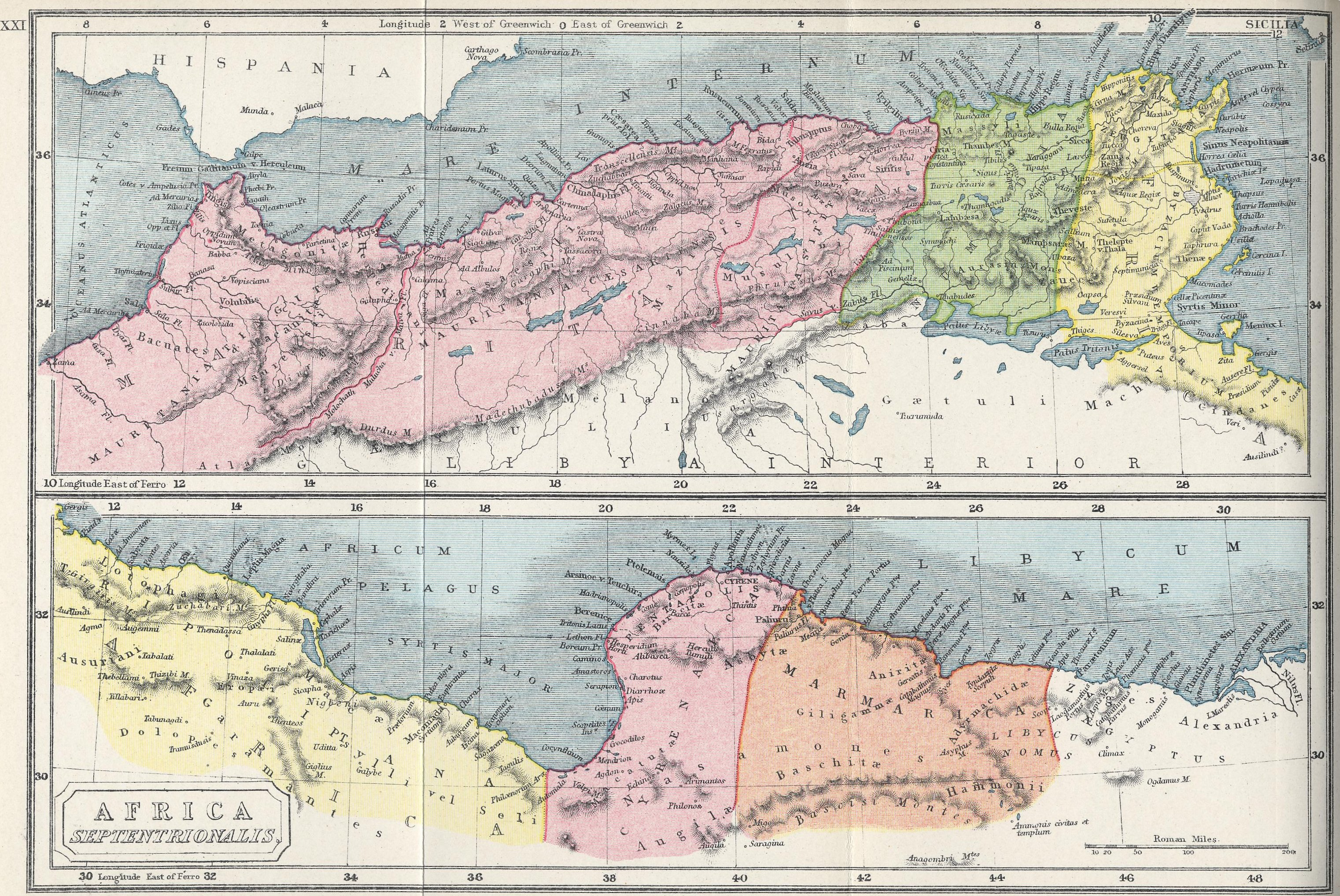
L'Africa settentrionale con la Tripolitania e la Cirenaica in età classica

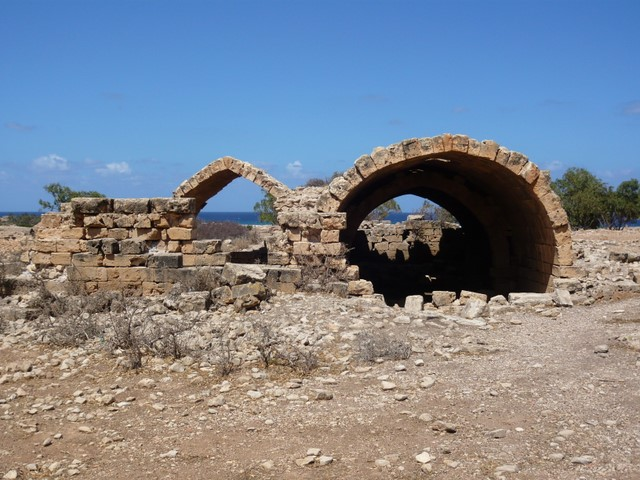
Cisterna bizantina

Tolemaide (in greco antico: Πτολεμαίς?, Ptolemaís, in latino Tolmeta) era un antico centro della Cirenaica, che sorgeva presso l'attuale città araba di Tolmeita (in arabo طلميثة‎?).

## Geografia
La città era sulla costa della Cirenaica, regione libica che prende nome dall'antica capitale, Cirene. Si trovava a circa 120 chilometri ad est di Bengasi.

## Toponomastica
Il nome della città deriva probabilmente da quello di Tolomeo III Evergete, che sposò Berenice II, figlia di Magas di Cirenaica, ricevendone in dote l'intera regione, annessa all'Egitto.

## Storia
Tolemaide fu fondata tra il VII e il VI secolo a.C. da coloni di Barca.
Era legata alle cinque principali città della Libia orientale, la cosiddetta Pentapoli cirenaica di origine greca, costituita dal capoluogo Cirene e da altri quattro centri, cioè Apollonia (l'attuale Marsa Susa), in allora porto di Cirene, Esperide-Berenice (l'attuale Bengasi), Tauchira-Arsinoe (l'odierna Tocra), e Barca (l'odierna Al Marj). Tolemaide era allora il porto di quest'ultima città.
Nel 331 a.C. la federazione della Pentapoli fu sbaragliata da Alessandro Magno e, dopo la morte di questi, entrò nella sfera di influenza del regno tolemaico. In età ellenistica Tolemaide divenne uno dei centri cirenaici più potenti.
Nel I secolo fu conquistata da Roma entrando a far parte della Provincia di Cirene e Creta.
Durante le invasioni barbariche del III secolo la caduta della città mise in seria difficoltà l'imperatore Marco Aurelio Probo, che dal 279 al 280 dovette affrontare una nuova invasione dei Blemmi in Egitto.
Nel 365 un terribile terremoto distrusse Cirene, Apollonia, Arsinoe, Berenice, Balagrae e Barca ma Tolemaide sopravvisse in buone condizioni diventando capitale della Libya Superior, ruolo che conservò fino al V secolo.
All'inizio del V secolo fu vescovo della città il filosofo neoplatonico Sinesio di Cirene di cui ci sono giunte le lettere, tra cui una scritta ad Ipazia di cui era stato discepolo ad Alessandria d'Egitto.
Poco dopo, nel 428, la città fu devastata dai Vandali.
Sotto Giustiniano fu ricostruita ma non riconquistò più la prosperità di un tempo. Risale a quest'epoca la realizzazione di una cisterna e di una chiesa i cui resti sono ancora visibili nell'area archeologica della città.
Fu nuovamente devastata dagli Arabi nel VII secolo, ciò che portò al suo quasi totale abbandono da parte della popolazione.
A partire dal periodo della dominazione italiana ebbero luogo numerosi scavi, che portarono alla luce il centro e la cinta di mura che lo difendeva. Nel 2001 una missione dell'Istituto di archeologia dell'Università di Varsavia diede corso ad ulteriori scavi archeologici.

## Monumenti
La zona archeologica di Tolemaide conserva ancora importanti vestigia dell'epoca classica.
Anzitutto permangono i resti di un teatro, di un ginnasio di età tolemaica, di un anfiteatro del III secolo e dell'arco di Costantino.
Sempre al III secolo risale la cosiddetta Casa delle quattro stagioni, così chiamata perché vi si trovava un mosaico raffigurante le quattro stagioni e risalente al V secolo.
Il più famoso edificio di epoca romana è il cosiddetto "Palazzo delle colonne", in antico residenza del governatore, che deve il nome ad un grande peristilio colonnato a due piani che lo ornava e che ospitava un mosaico raffigurante una testa di Medusa in opus vermiculatum.
Nel Museo archeologico della città sono esposti i reperti archeologici più preziosi tra cui il mosaico della Casa delle quattro stagioni, quello del Palazzo delle colonne, ed un altro mosaico proveniente dal porto, ritraente il mito di Orfeo.

## Tolemaide in letteratura
Nel racconto breve Ombra, di Edgar Allan Poe, si parla di Tolemaide come di una città tormentata dalla peste. Sempre secondo questo racconto, abita nelle fogne di Tolemaide Ombra un essere terribile che parla con le voci dei defunti di Tolemaide.
Nell’Orlando Furioso di Ludovico Ariosto, la città è menzionata con la variante Tolomitta come luogo di nascita di Cloridano e Medoro.